# Поље при Тржишчу
Поље при Тржишчу (словен. Polje pri Tržišču) је насељено место у општини Севница, Доњепосавска регија, Словенија.

## Историја
До територијалне реорганизације у Словенији било је у саставу старе општине Севница.

## Становништво
У попису становништва из 2011. године, Поље при Тржишчу је имало 95 становника.
| Број становника према пописима | Број становника према пописима | Број становника према пописима |
| ------------------------------ | ------------------------------ | ------------------------------ |
| 1991                           | 2002                           | 2011                           |
| 109                            | 99                             | 95                             |

Напомена: До 1953. исказивано под именом Поље.